# Grand Galibier
Pour les articles homonymes, voir Galibier.
Le Grand Galibier, culminant à 3 228 m d'altitude, est un sommet des Alpes françaises. Point le plus élevé du massif des Cerces, il est réputé comme belvédère sur le massif des Écrins aux avant-postes occidentaux du massif.

## Toponymie
L'étymologie de l'oronyme Galibier est discutée (grammatici certant). Galibier serait issu d'un radical d'origine pré-indoeuropéenne, gal variante de kal, la pierre, avec lup, la hauteur. Le toponyme Galibier désignerait une hauteur pierreuse.

## Géographie

### Situation
Le Grand Galibier se situe dans le chaînon du Galibier, à la limite des départements de la Savoie sur la commune de Valloire et des Hautes-Alpes sur la commune du Monêtier-les-Bains. Il surplombe de sa face rocheuse la vallée de la Guisane au sud et la vallée de la Maurienne au nord.
Il domine à l'est le col du Galibier et est composé de deux sommets : ouest (3 228 m) et est (3 219 m) séparés par la brèche de la Clapière.

### Géologie
Les crêtes rocheuses du Grand Galibier, du roc Termier et de la tête de Colombe sont constituées de calcaires dolomitiques et de quartzites triasiques (200-250 Ma) appartenant à une nappe de charriage, dite briançonnaise. Au-dessous de cette nappe viennent des terrains plus tendres et plus ravinés (domaine sub-briançonnais à pentes plus douces), faits de calcschistes gris plus tendres et de marnes crétacées (70 Ma). Il y a donc superposition anormale puisque du Trias, terrain ancien, repose sur du Crétacé et du Tertiaire, plus récents. Une autre compression fait chevaucher ce compartiment sub-briançonnais (écailles formant elles-mêmes une nappe de charriage) sur le compartiment dauphinois formé de flysch. Cette structure en empilement de nappes (déplacées de l'ordre de 20 à 30 km, soit une vitesse moyenne d'un cm par an), contemporaine du plissement alpin (30 Ma), a été facilité par la présence de couches de gypse jouant le rôle de « lubrifiant tectonique » (couche dite « savon » formant une semelle de nappe). Une dernière compression due au soulèvement du massif de la Meije (5 à 10 Ma) accentue et raccourcit cette superposition de nappes à l'origine horizontale, en même temps que se produisent le basculement vers l'est des compartiments et les soulèvements qui portent l'ensemble à son altitude définitive.

## Ascension
Le principal accès au Grand Galibier s'effectue par le côté savoyard depuis Plan-Lachat (lieu accessible depuis la D 902 en provenance de Valloire et à destination de Briançon et Grenoble via le col du Galibier).
On suit la route des Mottets, avant de rejoindre le lac des Cerces puis le col de la Ponsonnière. Obliquer ensuite vers le col Termier avant d’entamer la montée finale du Grand Galibier.
Les principales difficultés du parcours sont la traversée de névés, le dénivelé et quelques parties aériennes.
Un accès côté Hautes-Alpes permet de rejoindre le sommet depuis le pont de l'Alp situé sur la route du col du Lautaret. On contourne les arêtes de la Bruyère (par l'ouest on trouve une main courante pour gravir la partie la plus raide, par l'est il n'y a pas de difficulté particulière) pour arriver au-dessus du Grand Lac, on rejoint ensuite le col de la Ponsonnière en passant par le lac de la Ponsonnière. Pour le retour, on peut contourner les arêtes de la Bruyère par le côté opposé de l'aller. Dans ce cas, la plupart des topo-guides conseillent de prendre la main courante au retour,.
Du sommet, on voit clairement le mont Blanc, la barre des Écrins, la Meije, les aiguilles d'Arves, le mont Thabor et Valloire.
Le Grand Galibier est accessible en randonnée par le versant est et peut être gravi en effectuant une traversée jusqu'au col du Galibier.